# 布伕奇寒山
布伕奇寒山，位於臺灣臺中市和平區梨山里，位處雪霸國家公園境內，屬雪山山脈，海拔3295公尺。山頂無基石，有掛牌在山頂樹上。位於大小劍登山行程之油婆羅山往小劍山步道上，屬150岳。